# Bokens dag
Bokens dag är ett arrangemang med uppläsningar ur olika böcker, oftast av författarna själva, anordnat för att stimulera intresset för litteratur.
Initiativet till införandet av bokens dag togs 1940 av redaktören för tidningen Arbetet Nils Kjellström och bedrevs i tidningens regi. De hölls initialt i Malmö, men ganska snart spred sig bokens dag även till andra orter.
Bokens dag verkar firas vid en lång rad olika datum (och på olika platser och av olika arrangörer), exempelvis:
- 2015-09-19 Skillinges bokens dag
- 2014-10-15 Gotlands bokens dag
- 2015-10-20 Västmanlands teaters bokens dag (i Västerås)
- 2015-11-02 Trelleborgs bokens dag
- 2015-11-16 UNTs bokens dag
- 2015-11-19 Sydsvenskans boken dag
- 2009-11-30 SvDs bokens dag